# Minęła 8
Minęła 8 – program publicystyczny nadawany w latach 2017–2023 w TVP Info od godziny 8:30 do 9:00, podczas Poranka Info. Był emitowany od poniedziałku do piątku. Jego kontynuacją był program Minęła 9, nadawany od godziny 9:10 do 9:40. Zastąpił program Gość poranka. Do studia zapraszani byli politycy, eksperci i publicyści, rzadziej inne osobowości.

## Prowadzący

### Ostatnio
- Adrian Klarenbach (od września 2017)[2]
- Bartłomiej Graczak (od kwietnia 2019)
- Ewa Bugała (od sierpnia 2020)[3]
- Miłosz Kłeczek[4]

### Dawniej
- Michał Rachoń
- Magdalena Ogórek
- Krzysztof Ziemiec
- Krzysztof Świątek (październik 2017 – marzec 2020)
- Małgorzata Świtała (lipiec 2018 – listopad 2018)[5][6]
- Maciej Chudkiewicz (od lutego 2020 – b.d.)[7]